# Freddy Martin

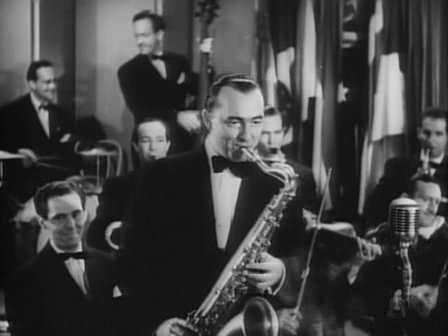
Freddy Martin in Stagedoor Canteen 1943

Frederic Alfred „Freddy“ Martin (* 9. Dezember 1906 in Cleveland, Ohio; † 30. September 1983 in Newport Beach, Kalifornien) war ein US-amerikanischer Tenorsaxophonist und Bandleader der Tanzband-Ära.
Martin wuchs als Waise auf und leitete schon auf der High School eine eigene Tanzband. Daneben war er Vertreter für Musikinstrumente und traf so Guy Lombardo bei seiner Durchreise in Cleveland Ende der 1920er Jahre. Lombardo hörte seine Band und empfahl sie weiter. Die Band brach auseinander und er arbeitete eine Weile als Saxophonist in anderen Bands, bevor er 1931 erneut eine eigene Tanzband gründen konnte. Seinen Durchbruch hatte er Mitte der 1930er Jahre während ihrer Zeit als Hausband im Bossert Hotel in Brooklyn und sie erhielten einen Plattenvertrag bei Brunswick Records. Seine Band wurde nicht zuletzt wegen seiner Fähigkeiten als Tenorsaxophonist eine der über Jahrzehnte erfolgreichsten Tanzbands in den USA, auch lange nach Ende der Bigband Ära.
Im Jazz hatte er keine Ambitionen, wurde aber von vielen Jazzmusikern bewundert, so von Chu Berry und Johnny Hodges (der ihn Mr. Silvertone nannte). Er wirkte mit seiner Tenor Band Formation als Vorbild vieler weiterer Tanzbands und sie benutzten für ihren Stil den Slogan Music in the Martin Manner. Sie waren in den 1940er und 1950er Jahren in vielen Radioprogrammen und Martin hatte 1951 seine eigene Fernsehsendung. In den 1940er Jahren traten sie in mehreren Hollywood-Filmen auf wie The Mayor of 44th Street (1942), Seven Days' Leave (1942), Stage Door Canteen (1943) und Melody Time (1948). Sie veröffentlichten viele Platten bei RCA Victor. In den 1950er Jahren war er musikalischer Leiter bei Elvis Presleys erstem Auftreten in Las Vegas. 1969 wurden sie Hausband im Cocoanut Grove in Los Angeles. Anfang der 1970er Jahre war er im Ambassador Hotel in Los Angeles engagiert und tourte mit der Big Band Cavalcade (unter anderem mit Margaret Whiting, Bob Crosby, Frankie Carle, Buddy Morrow, Art Mooney, George Shearing). 1977 sprang er für den erkrankten Guy Lombardo in der Leitung von dessen Band ein. Martin blieb als Orchesterleiter bis in die 1980er Jahre aktiv.
In seiner Band waren viele später auch als Bandleader erfolgreiche Musiker, unter anderem Claude Thornhill, Barclay Allen, Jack Fina, Murray Arnold, Alvino Rey und Russ Morgan (als Pianist und Posaunist), die Pianisten Sid Appleman und Terry Shand, der Saxophonist Elmer Feldkamp, der Sänger Stuart Wade und der Geiger Eddie Stone. In der Band sangen unter anderem Merv Griffin in den 1950er Jahren, und Helen Ward sang mit ihr in den 1930er Jahren, bevor sie zu Benny Goodman ging (ansonsten nahm er nur männliche Sänger). Theme Song seiner Band war später Tonight we love. Es basierte auf dem Ersten Klavierkonzert von Tschaikowski und war sein größter Hit (veröffentlicht 1941). Danach adaptierte er weitere klassische Musik für seine Band.
Der lateinamerikanisch angehauchte Novelty-Song Pico and Sepulveda (1947 aufgenommen als Felix Figueroa and his Orchestra) der Band wurde in dem Kult-Musikfilm Forbidden Zone (1980) von Richard Elfman präsentiert und häufig in der Radioshow von Dr. Demento.